# ماريا تيريزا كومار
ماريا تيريزا كومار (بالإنجليزية: María Teresa Kumar)‏ هي ناشطة سياسية أمريكية، ولدت في 1974 في بوغوتا في كولومبيا.